# 营城子站
营城子站是位于辽宁省大连市甘井子区营城子街道的一个铁路车站，邮政编码116036。车站建于1903年，有旅顺支线经过该站。不办理旅客乘降。办理行李、包裹托运。售票业务已取消，原售票厅作为车票代售点使用，每张票需支付5元手续费；办理整车货物发到。距离周水子站23公里，离旅顺站29公里。隶属中国铁路沈阳局集团管辖，为四等站。
2014年，入选第九批辽宁省文物保护单位。